# カリーカップ
カリーカップ（英: Currie Cup）は、南アフリカ共和国において国内最高峰の、ラグビーユニオン競技大会である。国内14地域協会の代表チームによる対抗戦として、7月から9月にかけて開催される。2つのレベルに分かれ、1部のプレミア・ディビジョン（Premier Division）が8チーム、2部のファースト・ディビジョン（First Division）は6チームで競う。

## 概要

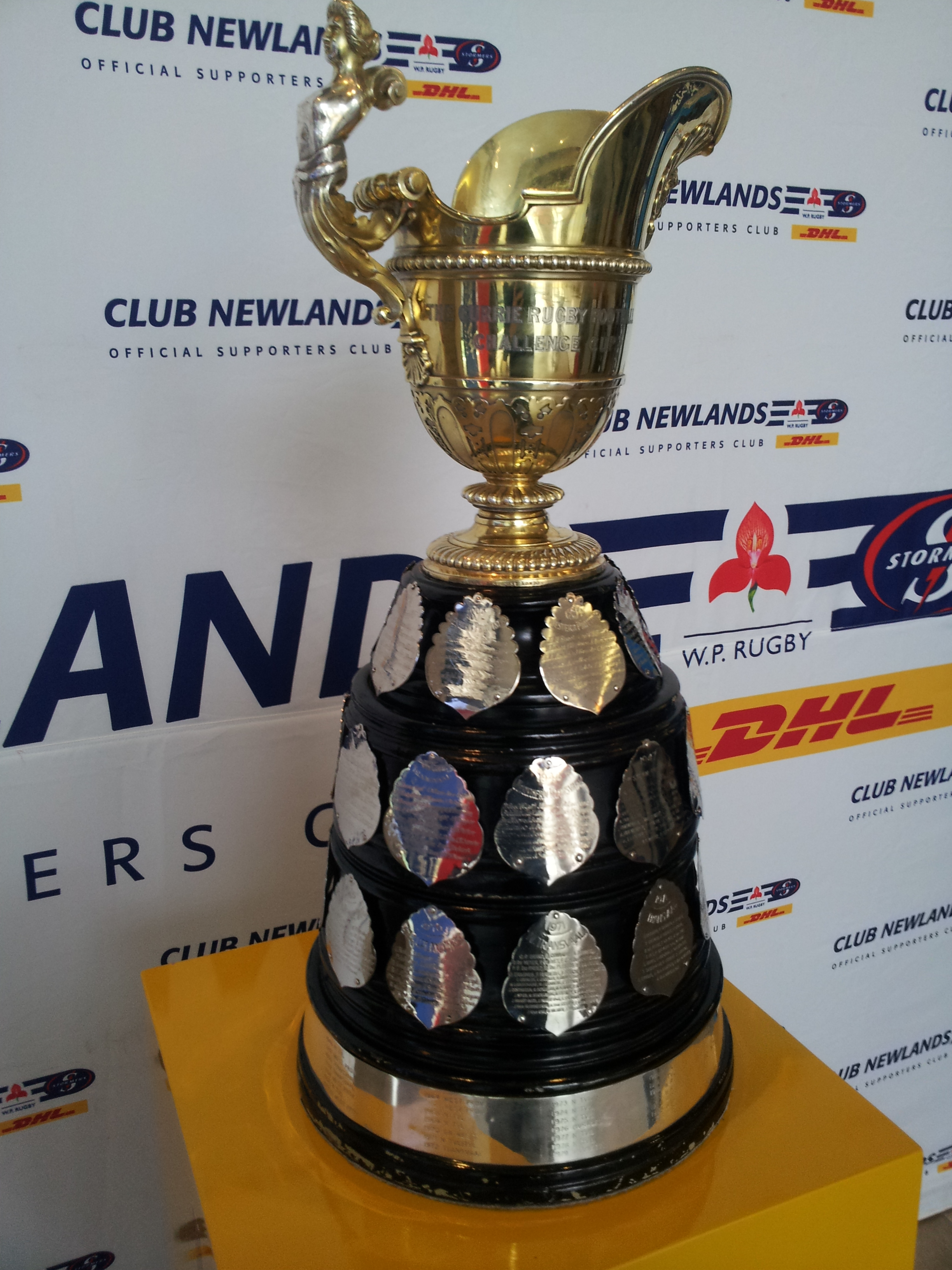
カリーカップトロフィー

1891年に創設された南半球で最も歴史のあるラグビー選手権の1つ。他には、1874年創設のシュートシールド（オーストラリア・シドニー）、1899年創設のリバープレートラグビー選手権（アルゼンチン・ブエノスアイレス）、1904年創設のランファーリー・シールド（ニュージーランド）などがある。
地域代表による選手権としては世界最古の大会である。優勝チームに授与されるカリーカップは、その伝統と権威から「聖杯（holy grail）」と呼ばれている。
南アフリカでは、かつて参加していた世界規模のクラブリーグ「スーパーラグビー」以上にカリーカップでの優勝を名誉と捉えるファンも多い。その一方で、近年は南アフリカ代表クラスの選手がナショナルチームの活動に専念する傾向にあり、所属クラブでのカリーカップ出場機会は減少している。
1999年までは14チームによる総当たり戦が行われていたが、資金力の違いなどから参加チームのレベル格差が広がりを反映し、プレミアディビジョン（1部）と、ファーストディビジョン（2部）に分けて開催している。
日本人では四宮洋平が、カリーカップには出場できなかったものの、2005年にボーランド・カヴァリアーズとプロ契約して在籍した。

## 歴史
出典：

### 草創期
1889年、この年に設立された南アフリカラグビー評議会（SARB: South African Rugby Board）により、地域協会の代表チームによる全国大会「ボードトロフィー（Board Trophy）」がキンバリーで開催された。ウェスタン・プロヴィンス、グリクアランド・ウェスト、トランスヴァール、イースタン・プロヴィンスの4チームが参加し、ウェスタン・プロヴィンスが優勝した。この大会は事実上カリーカップの前身であるものの、カリーカップの公式記録としては扱われない。
1891年、ブリティッシュ・ライオンズの南アフリカ遠征に際し、イギリスの海運会社のオーナーであったドナルド・カリーから南アフリカラグビー評議会（SARB）に金製のカップ（カリーカップ）が寄贈された。以降、カリーカップは南アフリカで最も優れたチームに授与されることになり、国内選手権「カリーカップ」の創設につながった。
1892年、ボードトロフィーに引き続き、第1回カリーカップがキンバリーで開催され、ウェスタン・プロヴィンス、グリクアランド・ウェスト、トランスヴァール、ナタール、ボーダーの5チームが参加した。この大会を制したウェスタン・プロヴィンスは、カリーカップの初代王者となった。

### アマチュアリーグ時代
1899年、アングロ・ボーア戦争の緊張の高まりを受け、ウェスタン・プロヴィンスとトランスヴァールが大会参加を見送った。これによりウェスタン・プロヴィンスは第1回大会からの連続優勝記録（5連覇）が途絶えた。大会はグリクアランド・ウェストが初優勝を遂げた。
1938年、トランスヴァール協会からノーザン・トランスヴァール協会が分離独立したため、ノーザン・トランスヴァール（後のブルー・ブルズ）が誕生した。
1939年、それまで総当たり戦の結果のみで順位を決定していたが、初めて優勝決定プレーオフが導入された。
大会創設以来、不定期な開催が続いていたが、1968年以降は毎年開催されるようになった。
1992年から1994年までの上位3チームには、翌年のスーパー10（スーパーラグビーの前身大会）への出場権が与えられた。

### プロリーグ化
1995年8月にラグビーユニオンのプロ化が施行され、地域協会の数が22から14に再編された。
これにより1996シーズンから、すべての地域協会の代表チームがカリーカップに出場する形式となった。
同じく1996シーズンから、オーストラリア・ニュージーランドを中心とした国際リーグ「スーパーラグビー（当初はスーパー12）」が、プロ化に伴い、開幕した。南アフリカでは、当初はカリーカップの上位4チームがスーパー12に出場する方式を採用しており、ノーザン・トランスヴァール、トランスヴァール、ナタール・シャークス、ウェスタン・プロヴィンス、フリーステイトなどが出場権を獲得した。1996・1997シーズンのスーパー12の成績は、通常はフランチャイズチームの記録として扱われる。
1998シーズン以降はフランチャイズ制が導入され、スーパーラグビーなどの国際大会には、それぞれの別働チームであるブルズ、ライオンズ、シャークス、ストーマーズ、チーターズが参加するようになった。

### 2つのディビジョンに分かれる
2000シーズンから、2つのディビジョンに分かれ、2部「ファースト・ディビジョン（First Division）」が始まる。
2019シーズンのファーストディビジョン（2部）では、アルゼンチンのハグアレスXVが国外のチームとして初めて大会を制した。
2020年はCOVID-19パンデミックの影響でスーパーラグビーが中断され、解禁後に、スーパーラグビーに代わる国内大会としてスーパーラグビー・アンロックトが開催された。このためカリーカップは例年より大幅に遅れ、11月から1月にかけて開催された。この年のカリーカップ（2020-21シーズン）では、直前に行われたスーパーラグビー・アンロックトの成績を合算して順位決めが行われた。
2022シーズンのファーストディビジョンでは、国外からシンバズ（ケニア代表）、ゴスホークス（ジンバブエ代表）、ブラックライオン（ジョージア）の3チームが参加。2023シーズンのファーストディビジョンにはウェルウィッチアス（ナミビア代表）、ゴスホークス（ジンバブエ代表）、シンバズ（ケニア代表）、サン・クレメンテ・ライノズ（アメリカ合衆国）の4チームが参加した。2024シーズンからは国外チームの参加はない。

### 開催時期の変更
2024シーズンから、1部（プレミア・ディビジョン）の開催期間を、それまでの「5月～6月」ではなく、「7月第1週から9月下旬まで」に変更。これにより、9月下旬から6月中旬まで開催の「ユナイテッド・ラグビー・チャンピオンシップ」との日程が重ならなくなった。

## 参加チーム

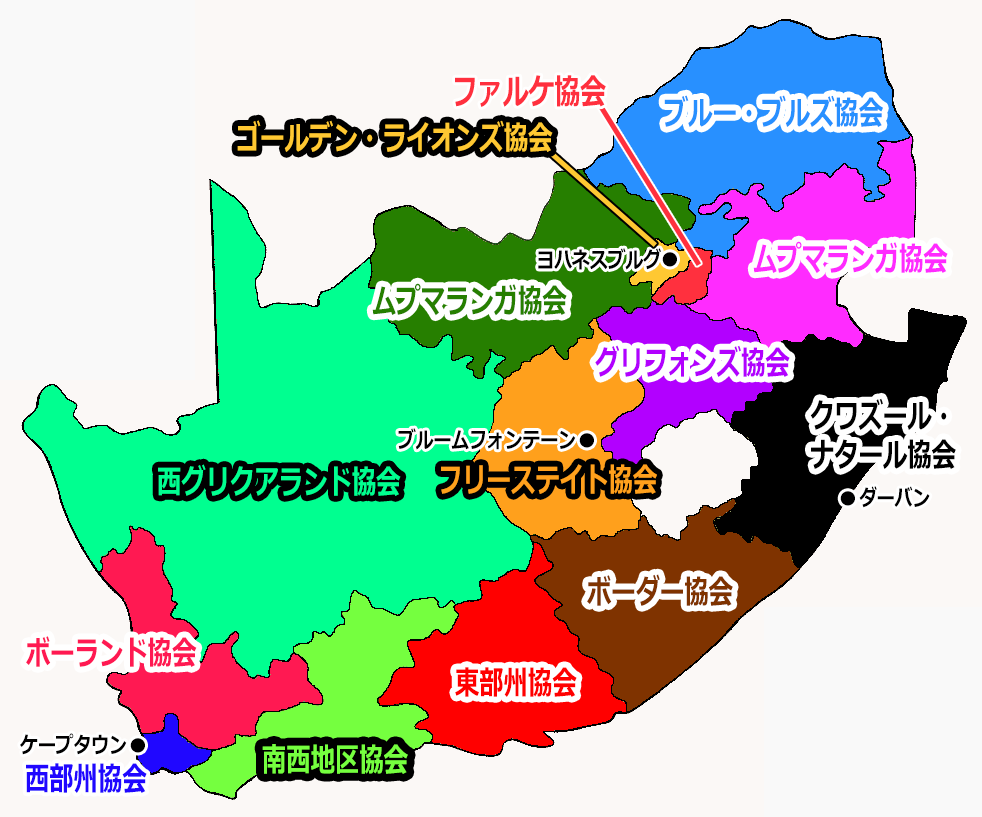
南アフリカ共和国ラグビーユニオン14地域協会の区域

| ウェスタン・プロヴィンスグリクアズゴールデン・ライオンズシャークスフリーステイト・チーターズブルズピューマズボーランド・カヴァリアーズグリフォンズイースタン・プロヴィンス・エレファンツボーダー・ブルドッグスSWDイーグルスレパーズファルケ 2025年シーズン 14チーム 本拠地の位置 赤が1部、青が2部。 |

### 所属チーム
2025年。それぞれ、14の地域協会を代表するチーム。チーム名の英字は、スポンサー名入りのチーム名。
| ディビジョン                      | 2024年 順位 | チーム名 スポンサー名入りのチーム名                     | 地域協会                   | 創設年 | 都市                                 | スタジアム                                    | 収容人数      |
| --------------------------------- | ----------- | ------------------------------------------------------- | -------------------------- | ------ | ------------------------------------ | --------------------------------------------- | ------------- |
| プレミア・ ディビジョン （1部）   | 1位         | ゴールデン・ライオンズ Fidelity ADT Lions               | ゴールデン・ライオンズ協会 | 1889   | ハウテン州ヨハネスブルグ             | エリス・パーク・スタジアム Wits Rugby Stadium | 62,567 5,000  |
| プレミア・ ディビジョン （1部）   | 2位         | ブルズ Vodacom Bulls                                    | ブルー・ブルズ協会         | 1938   | ハウテン州プレトリア                 | ロフタス・ヴァースフェルド・スタジアム        | 51,762        |
| プレミア・ ディビジョン （1部）   | 3位         | シャークス Hollywoodbets Sharks                         | クワズール・ナタール協会   | 1890   | クワズール・ナタール州ダーバン       | キングス・パーク・スタジアム                  | 54,000        |
| プレミア・ ディビジョン （1部）   | 4位         | フリーステイト・チーターズ Toyota Free State Cheetahs   | フリーステイト協会         | 1895   | フリーステイト州ブルームフォンテーン | フリーステイト・スタジアム                    | 48,000        |
| プレミア・ ディビジョン （1部）   | 5位         | グリクアズ Suzuki Griquas                               | 西グリクアランド協会       | 1886   | 北ケープ州キンバリー                 | Griqua Park                                   | 11,000        |
| プレミア・ ディビジョン （1部）   | 6位         | ピューマズ Airlink Pumas                                | ムプマランガ協会           | 1969   | ムプマランガ州ムボンベラ             | ムボンベラ・スタジアム                        | 40,929        |
| プレミア・ ディビジョン （1部）   | 7位         | ウェスタン・プロヴィンス DHL Western Province           | 西部州協会                 | 1883   | 西ケープ州ケープタウン               | ケープタウン・スタジアム Danie Craven Stadium | 55,000 16,000 |
| プレミア・ ディビジョン （1部）   | 2部で 1位   | ボーランド・カヴァリアーズ Sanlam Boland Kavaliers      | ボーランド協会             | 1939   | 西ケープ州ウェリントン               | Boland Stadium                                | 12,000        |
| ファースト・ ディビジョン （2部） | 1部で 8位   | グリフォンズ Novavit Griffons                           | グリフォンズ協会           | 1968   | フリーステイト州ウェルコム           | North West Stadium                            | 17,000        |
| ファースト・ ディビジョン （2部） | 2位         | イースタン・プロヴィンス・エレファンツ Eastern Province | 東部州協会                 | 1888   | 東ケープ州ポート・エリザベス         | ネルソン・マンデラ・ベイ・スタジアム          | 46,000        |
| ファースト・ ディビジョン （2部） | 3位         | ファルケ (ファルコンズ) Valke / Falcons                 | ファルケ協会               | 1947   | ハウテン州ケンプトンパーク           | Barnard Stadium                               | 7,000         |
| ファースト・ ディビジョン （2部） | 4位         | SWDイーグルス Phangela SWD Eagles                       | 南西地区協会               | 1899   | 西ケープ州ジョージ                   | Outeniqua Park                                | 7,500         |
| ファースト・ ディビジョン （2部） | 5位         | レパーズ Leopards                                       | レパーズ協会               | 1920   | 北西州ポチェフストルーム             | Olën Park                                     | 22,000        |
| ファースト・ ディビジョン （2部） | 6位         | ボーダー・ブルドッグス Border Bulldogs                  | ボーダー協会               | 1891   | 東ケープ州イースト・ロンドン         | Buffalo City Stadium                          | 16,000        |

## 歴代優勝チーム

### 1部（プレミア・ディビジョン）決勝戦履歴
出典：
- 1889年はカリーカップの前身大会「ボードトロフィー（Board Trophy）」。
- 1892年-1936年、1957年-1966年は総当たり戦の結果のみで順位を決定したため、優勝決定プレーオフは実施せず。
- 1968年以降は毎年開催され、優勝決定プレーオフも実施。
- 1996年以降はプロリーグ化。地域協会数が現在の14となる。

| カリーカップ 1部ディビジョン決勝戦 歴代結果 |                                |        |                              | |
| シーズン                                    | 優勝チーム (回数)              | スコア | 準優勝チーム                 | 備考 |
| 1889                                        | ウェスタン・プロヴィンス       | -      | -                            | カリーカップの前身大会「ボードトロフィー（Board Trophy）」 |
| 1892                                        | ウェスタン・プロヴィンス(1)    | -      | -                            | 「第1回カリーカップ」 |
| 1894                                        | ウェスタン・プロヴィンス(2)    | -      | -                            | |
| 1895                                        | ウェスタン・プロヴィンス(3)    | -      | -                            | |
| 1897                                        | ウェスタン・プロヴィンス(4)    | -      | -                            | |
| 1898                                        | ウェスタン・プロヴィンス(5)    | -      | -                            | |
| 1899                                        | グリクアランド・ウェスト(1)    | -      | -                            | アングロ・ボーア戦争の影響でウェスタン・プロヴィンス、トランスヴァールは不参加。                                                                                    |
| 1904                                        | ウェスタン・プロヴィンス(6)    | -      | -                            | |
| 1906                                        | ウェスタン・プロヴィンス(7)    | -      | -                            | |
| 1908                                        | ウェスタン・プロヴィンス(8)    | -      | -                            | |
| 1911                                        | グリクアランド・ウェスト(2)    | -      | -                            | |
| 1914                                        | ウェスタン・プロヴィンス(9)    | -      | -                            | |
| 1920                                        | ウェスタン・プロヴィンス(10)   | -      | -                            | |
| 1922                                        | トランスヴァール(1)            | -      | -                            | |
| 1925                                        | ウェスタン・プロヴィンス(11)   | -      | -                            | |
| 1927                                        | ウェスタン・プロヴィンス(12)   | -      | -                            | |
| 1929                                        | ウェスタン・プロヴィンス(13)   | -      | -                            | |
| 1932                                        | ボーダー(1)                    | -      | -                            | |
| 1932                                        | ウェスタン・プロヴィンス(14)   | -      | -                            | |
| 1934                                        | ボーダー(2)                    | -      | -                            | |
| 1934                                        | ウェスタン・プロヴィンス(15)   | -      | -                            | |
| 1936                                        | ウェスタン・プロヴィンス(16)   | -      | -                            | |
| 1939                                        | トランスヴァール(2)            | 17-6   | ウェスタン・プロヴィンス     | 1938年にトランスヴァール協会からノーザン・トランスヴァール協会が分離独立し、ノーザン・トランスヴァールが初参加。                                                    |
| 1946                                        | ノーザン・トランスヴァール(1)  | 11-9   | ウェスタン・プロヴィンス     | |
| 1947                                        | ウェスタン・プロヴィンス(17)   | 16-12  | トランスヴァール             | |
| 1950                                        | トランスヴァール(3)            | 22-11  | ウェスタン・プロヴィンス     | |
| 1952                                        | トランスヴァール(4)            | 11-9   | ボーランド                   | |
| 1954                                        | ウェスタン・プロヴィンス(18)   | 11-8   | ノーザン・トランスヴァール   | |
| 1956                                        | ノーザン・トランスヴァール(2)  | 9-8    | ナタール                     | |
| 1957-59                                     | ウェスタン・プロヴィンス(19)   | -      | -                            | フランス代表の南アフリカ遠征などによる中断をはさみ2年にわたり開催。                                                                                                 |
| 1964                                        | ウェスタン・プロヴィンス(20)   | -      | -                            | |
| 1966                                        | ウェスタン・プロヴィンス(21)   | -      | -                            | |
| 1968                                        | ノーザン・トランスヴァール(3)  | 16-3   | トランスヴァール             | 毎年開催となる。 |
| 1969                                        | ノーザン・トランスヴァール(4)  | 28-13  | ウェスタン・プロヴィンス     | |
| 1970                                        | グリクアランド・ウェスト(3)    | 11-9   | ノーザン・トランスヴァール   | |
| 1971                                        | ノーザン・トランスヴァール(5)  | 14-14  | -                            | |
| 1971                                        | トランスヴァール(5)            | 14-14  | -                            | |
| 1972                                        | トランスヴァール(6)            | 25-19  | イースタン・トランスヴァール | |
| 1973                                        | ノーザン・トランスヴァール(6)  | 30-22  | フリーステイト               | |
| 1974                                        | ノーザン・トランスヴァール(7)  | 17-15  | トランスヴァール             | |
| 1975                                        | ノーザン・トランスヴァール(8)  | 12-6   | フリーステイト               | |
| 1976                                        | フリーステイト(1)              | 33-16  | ウェスタン・プロヴィンス     | |
| 1977                                        | ノーザン・トランスヴァール(9)  | 27-12  | フリーステイト               | |
| 1978                                        | ノーザン・トランスヴァール(10) | 13-9   | フリーステイト               | |
| 1979                                        | ノーザン・トランスヴァール(11) | 15-15  | -                            | |
| 1979                                        | ウェスタン・プロヴィンス(22)   | 15-15  | -                            | |
| 1980                                        | ノーザン・トランスヴァール(12) | 39-9   | ウェスタン・プロヴィンス     | |
| 1981                                        | ノーザン・トランスヴァール(13) | 23-6   | フリーステイト               | |
| 1982                                        | ウェスタン・プロヴィンス(23)   | 24-7   | ノーザン・トランスヴァール   | |
| 1983                                        | ウェスタン・プロヴィンス(24)   | 9-3    | ノーザン・トランスヴァール   | |
| 1984                                        | ウェスタン・プロヴィンス(25)   | 19-9   | ナタール                     | |
| 1985                                        | ウェスタン・プロヴィンス(26)   | 22-15  | ノーザン・トランスヴァール   | |
| 1986                                        | ウェスタン・プロヴィンス(27)   | 22-9   | トランスヴァール             | |
| 1987                                        | ノーザン・トランスヴァール(14) | 24-18  | トランスヴァール             | |
| 1988                                        | ノーザン・トランスヴァール(15) | 19-18  | ウェスタン・プロヴィンス     | |
| 1989                                        | ノーザン・トランスヴァール(16) | 16-16  | -                            | |
| 1989                                        | ウェスタン・プロヴィンス(28)   | 16-16  | -                            | |
| 1990                                        | ナタール(1)                    | 18-12  | ノーザン・トランスヴァール   | |
| 1991                                        | ノーザン・トランスヴァール(17) | 27-15  | トランスヴァール             | |
| 1992                                        | ナタール(2)                    | 14-13  | トランスヴァール             | 上位3チームは翌年のスーパー10（スーパーラグビーの前身大会）に出場。                                                                                                 |
| 1993                                        | トランスヴァール(7)            | 21-15  | ナタール                     | |
| 1994                                        | トランスヴァール(8)            | 56-33  | フリーステイト               | |
| 1995                                        | ナタール(3)                    | 25-17  | ウェスタン・プロヴィンス     | |
| 1996                                        | ナタール(4)                    | 33-15  | トランスヴァール             | 南アフリカ共和国のラグビーユニオンがプロ化。地域協会数が22から14に再編。                                                                                            |
| 1997                                        | ウェスタン・プロヴィンス(29)   | 14-12  | フリーステイト・チーターズ   | |
| 1998                                        | ブルー・ブルズ(18)             | 24-20  | ウェスタン・プロヴィンス     | この年から、ノーザン・トランスヴァールがブルー・ブルズに改称した。                                                                                                  |
| 1999                                        | ゴールデン・ライオンズ(9)      | 32-9   | シャークス                   | ゴールデン・ライオンズは、旧トランスヴァール |
| 2000                                        | ウェスタン・プロヴィンス(30)   | 25-15  | シャークス                   | [ 13 ] |
| 2001                                        | ウェスタン・プロヴィンス(31)   | 29-24  | シャークス                   | [ 14 ] |
| 2002                                        | ブルー・ブルズ(19)             | 31-7   | ゴールデン・ライオンズ       | [ 15 ] |
| 2003                                        | ブルー・ブルズ(20)             | 40-19  | シャークス                   | [ 16 ] |
| 2004                                        | ブルー・ブルズ(21)             | 42-33  | フリーステイト・チーターズ   | [ 17 ] |
| 2005                                        | フリーステイト・チーターズ(2)  | 29-25  | ブルー・ブルズ               | [ 18 ] |
| 2006                                        | ブルー・ブルズ(22)             | 28-28  | -                            | [ 19 ] |
| 2006                                        | フリーステイト・チーターズ(3)  | 28-28  | -                            | [ 19 ] |
| 2007                                        | フリーステイト・チーターズ(4)  | 20-18  | ゴールデン・ライオンズ       | [ 20 ] |
| 2008                                        | シャークス(5)                  | 14-9   | ブルー・ブルズ               | シャークスは、旧ナタール |
| 2009                                        | ブルー・ブルズ(23)             | 36-24  | フリーステイト・チーターズ   | [ 22 ] |
| 2010                                        | シャークス(6)                  | 30-10  | ウェスタン・プロヴィンス     | [ 23 ] |
| 2011                                        | ゴールデン・ライオンズ(10)     | 42-16  | シャークス                   | [ 24 ] |
| 2012                                        | ウェスタン・プロヴィンス(32)   | 25-18  | シャークス                   | [ 25 ] |
| 2013                                        | シャークス(7)                  | 33-19  | ウェスタン・プロヴィンス     | [ 26 ] |
| 2014                                        | ウェスタン・プロヴィンス(33)   | 19-16  | ゴールデン・ライオンズ       | [ 27 ] |
| 2015                                        | ゴールデン・ライオンズ(11)     | 32-24  | ウェスタン・プロヴィンス     | [ 28 ] |
| 2016                                        | フリーステイト・チーターズ(5)  | 36-16  | ブルー・ブルズ               | [ 29 ] |
| 2017                                        | ウェスタン・プロヴィンス(34)   | 33-21  | シャークス                   | [ 30 ] |
| 2018                                        | シャークス(8)                  | 17-12  | ウェスタン・プロヴィンス     | [ 31 ] |
| 2019                                        | フリーステイト・チーターズ(6)  | 31-28  | ゴールデン・ライオンズ       | [ 32 ] |
| 2020-21                                     | ブルー・ブルズ(24)             | 26-19  | シャークス                   | COVID-19パンデミックの影響で11月から1月にかけて開催。スーパーラグビー・アンロックト（南アフリカで開催されたスーパーラグビー特別大会）の成績と合算して順位決定した。 |
| 2021                                        | ブルー・ブルズ(25)             | 44-10  | シャークス                   | [ 34 ] |
| 2022                                        | ピューマズ(1)                  | 26-19  | グリクアズ                   | [ 35 ] |
| 2023                                        | フリーステイト・チーターズ(7)  | 25-17  | ピューマズ                   | [ 36 ] |
| 2024                                        | シャークス(9)                  | 16-14  | ゴールデン・ライオンズ       | [ 37 ] |
| 2025                                        |                                |        |                              | |

### 2部（ファースト・ディビジョン）決勝戦履歴
出典：
| カリーカップ 2部ディビジョン決勝戦 歴代結果 |                                    |                                    |                                        | |
| シーズン                                    | 優勝チーム                         | スコア                             | 準優勝チーム                           | 備考 |
| 2000                                        | ブルー・ブルズ                     | 41-20                              | マイティ・エレファンツ                 | [ 5 ] |
| 2001                                        | ボーランド・カヴァリアーズ         | 41-27                              | レパーズ                               | [ 38 ] |
| 2002                                        | SWDイーグルス                      | 29-20                              | ボーダー・ブルドッグス                 | [ 39 ] |
| 2003                                        | ボーランド・カヴァリアーズ         | 27-25                              | レパーズ                               | [ 40 ] |
| 2004                                        | ボーランド・カヴァリアーズ         | 23-22                              | ボーダー・ブルドッグス                 | [ 41 ] |
| 2005                                        | ピューマズ                         | 25-16                              | ファルケ (ファルコンズ)                | [ 42 ] |
| 2006                                        | ボーランド・カヴァリアーズ         | 37-13                              | レパーズ                               | [ 43 ] |
| 2007                                        | SWDイーグルス                      | 38-3                               | マイティ・エレファンツ                 | [ 44 ] |
| 2008                                        | グリフォンズ                       | 31-26                              | レパーズ                               | [ 45 ] |
| 2009                                        | ピューマズ                         | 47-19                              | SWDイーグルス                          | [ 46 ] |
| 2010                                        | イースタン・プロヴィンス・キングス | 16-12                              | SWDイーグルス                          | [ 47 ] |
| 2011                                        | ボーランド・カヴァリアーズ         | 43-12                              | イースタン・プロヴィンス・キングス     | [ 48 ] |
| 2012                                        | イースタン・プロヴィンス・キングス | 26-25                              | ピューマズ                             | [ 49 ] |
| 2013                                        | ピューマズ                         | 53-30                              | イースタン・プロヴィンス・キングス     | [ 50 ] |
| 2014                                        | グリフォンズ                       | 23-21                              | ファルケ (ファルコンズ)                | [ 51 ] |
| 2015                                        | レパーズ                           | 44-20                              | SWDイーグルス                          | [ 52 ] |
| 2016                                        | グリフォンズ                       | 44-25                              | レパーズ                               | [ 53 ] |
| 2017                                        | グリフォンズ                       | 60-36                              | レパーズ                               | [ 54 ] |
| 2018                                        | SWDイーグルス                      | 36-27                              | ファルケ (ファルコンズ)                | [ 55 ] |
| 2019                                        | ハグアレスXV                       | 27-13                              | グリフォンズ                           | 国外1チーム（ハグアレスXV）が参加                                                                                  |
| 2020                                        | COVID-19パンデミックのため開催せず | COVID-19パンデミックのため開催せず | COVID-19パンデミックのため開催せず     | COVID-19パンデミックのため開催せず                                                                                 |
| 2021                                        | レパーズ                           | 19-18                              | グリフォンズ                           | [ 57 ] |
| 2022                                        | グリフォンズ                       | 45-16                              | イースタン・プロヴィンス・エレファンツ | 国外3チームが参加                                                                                                  |
| 2023                                        | ボーランド・カヴァリアーズ         | 43-21                              | ファルケ (ファルコンズ)                | 国外4チームが参加                                                                                                  |
| 2024                                        | ボーランド・カヴァリアーズ         | 27-27                              | イースタン・プロヴィンス・エレファンツ | 後半終了時点で20-20となり、延長戦で27-27。トライ数（5T-4T）で勝敗を決めた。ボーランド・カヴァリアーズは1部へ昇格。 |
| 2025                                        |                                    |                                    |                                        | |

## チーム別優勝回数

### 1部（プレミア・ディビジョン）優勝回数
2024年シーズン終了時点。★は両チーム優勝。出典：
| カリーカップ 1部ディビジョン 優勝回数 |      |        | |                                                                              |                              |
| チーム名                              | 優勝 | 準優勝 | 優勝シーズン | 準優勝シーズン                                                               | 旧称                         |
| ウェスタン・プロヴィンス              | 34回 | 13回   | (1889), 1892, 1894, 1895, 1897, 1898, 1904, 1906, 1908, 1914, 1920, 1925, 1927, 1929, 1932★, 1934★, 1936, 1947, 1954, 1957-59, 1964, 1966, 1979★, 1982, 1983, 1984, 1985, 1986, 1989★, 1997, 2000, 2001, 2012, 2014, 2017 | 1939, 1946, 1950, 1969, 1976, 1980, 1988, 1995, 1998, 2010, 2013, 2015, 2018 |                              |
| ブルー・ブルズ                        | 25回 | 9回    | 1946, 1956, 1968, 1969, 1971★, 1973, 1974, 1975, 1977, 1978, 1979★, 1980, 1981, 1987, 1988, 1989★, 1991, 1998, 2002, 2003, 2004, 2006★, 2009, 2020-21, 2021                                                               | 1954, 1970, 1982, 1983, 1985, 1990, 2005, 2008, 2016                         | ノーザン・トランスヴァール   |
| ゴールデン・ライオンズ                | 11回 | 13回   | 1922, 1939, 1950, 1952, 1971★, 1972, 1993, 1994, 1999, 2011, 2015 | 1947, 1968, 1974, 1986, 1987, 1991, 1992, 1996, 2002, 2007, 2014, 2019, 2024 | トランスヴァール             |
| シャークス                            | 9回  | 12回   | 1990, 1992, 1995, 1996, 2008, 2010, 2013, 2018, 2024 | 1956, 1984, 1993, 1999, 2000, 2001, 2003, 2011, 2012, 2017, 2020-21, 2021    | ナタール                     |
| フリーステイト・チーターズ            | 7回  | 9回    | 1976, 2005, 2006★, 2007, 2016, 2019, 2023 | 1973, 1975, 1977, 1978, 1981, 1994, 1997, 2004, 2009                         | フリーステイト               |
| グリクアズ                            | 3回  | 1回    | 1899, 1911, 1970 | 2022                                                                         | グリクアランド・ウェスト     |
| ボーダー・ブルドッグス                | 2回  | -      | 1932★, 1934★ | -                                                                            | ボーダー                     |
| ピューマズ                            | 1回  | 1回    | 2022 | 2023                                                                         |                              |
| ボーランド・カヴァリアーズ            | -    | 1回    | - | 1952                                                                         | ボーランド                   |
| ファルケ                              | -    | 1回    | - | 1972                                                                         | イースタン・トランスヴァール |

### 2部（ファースト・ディビジョン）優勝回数
2024年シーズン終了時点。出典：
| カリーカップ 2部ディビジョン 優勝回数  |      |        |                                          |                                    |                                    |
| チーム名                               | 優勝 | 準優勝 | 優勝シーズン                             | 準優勝シーズン                     | 旧称                               |
| ボーランド・カヴァリアーズ             | 7回  | 0回    | 2001, 2003, 2004, 2006, 2011, 2022, 2024 |                                    |                                    |
| グリフォンズ                           | 5回  | 2回    | 2008, 2014, 2016, 2017, 2022             | 2019, 2021                         |                                    |
| SWDイーグルス                          | 3回  | 3回    | 2002, 2007, 2018                         | 2009, 2010, 2015                   |                                    |
| ピューマズ                             | 3回  | 1回    | 2005, 2009, 2013                         | 2012                               |                                    |
| レパーズ                               | 2回  | 6回    | 2015, 2021                               | 2001, 2003, 2006, 2008, 2016, 2017 |                                    |
| イースタン・プロヴィンス・エレファンツ | 2回  | 6回    | 2010, 2012                               | 2000, 2007, 2011, 2013, 2022, 2024 | イースタン・プロヴィンス・キングス |
| ブルー・ブルズ                         | 1回  | 0回    | 2000                                     |                                    |                                    |
| ハグアレスXV                           | 1回  | 0回    | 2019                                     |                                    |                                    |
| ファルケ (ファルコンズ)                | 0回  | 4回    |                                          | 2015, 2014, 2018, 2023             |                                    |
| ボーダー・ブルドッグス                 | 0回  | 2回    |                                          | 2002, 2004                         |                                    |

## 関連大会
|                   | ヨーロッパ6か国 および 南アフリカ共和国 ほか ・ |                                            |                                            |                                                                         | |
| 上位大会          | ヨーロピアンラグビー・チャンピオンズカップ      | ヨーロピアンラグビー・チャンピオンズカップ | ヨーロピアンラグビー・チャンピオンズカップ | ヨーロピアンラグビー・チャンピオンズカップ                              | ヨーロピアンラグビー・チャンピオンズカップ                                                                             |
| 下位大会          | EPCRチャレンジカップ                            | EPCRチャレンジカップ                       | EPCRチャレンジカップ                       | EPCRチャレンジカップ                                                    | EPCRチャレンジカップ                                                                                                   |
|                   |                                                 |                                            |                                            |                                                                         | |
|                   | イングランド                                    | フランス                                   |                                            | アイルランド・スコットランド・ウェールズ・イタリア・南アフリカ共和国 ・ | アイルランド・スコットランド・ウェールズ・イタリア・南アフリカ共和国 ・                                                |
| 1部大会           | プレム・ラグビー (旧 プレミアシップ・ラグビー)  | トップ14                                   | ユナイテッド・ラグビー・チャンピオンシップ | ユナイテッド・ラグビー・チャンピオンシップ                              | |
|                   |                                                 |                                            |                                            |                                                                         | |
| 2部大会           | チャンプ・ラグビー (旧 RFUチャンピオンシップ)   | プロD2                                     |                                            | 各 国内リーグ                                                           | オールアイルランド・リーグ、 スコティッシュ・プレミアシップ、 スーパーラグビー・カムリ、 セリエAエリート、カリーカップ |
| 3部大会           | ナショナルリーグ1                               | シャンピオナ・フェデラル・ナシオナル       |                                            | 各 国内リーグ                                                           | オールアイルランド・リーグ、 スコティッシュ・プレミアシップ、 スーパーラグビー・カムリ、 セリエAエリート、カリーカップ |
| 4部大会           | ナショナルリーグ2                               | シャンピオナ・フェデラル・ナシオナル2      | 各国 下位リーグ                            | 略                                                                      | |
| 5/6部大会         | リージョナル1/2                                 | 略                                         | 各国 下位リーグ                            | 略                                                                      | |
| 7/8/9/10/11部大会 | カウンティーズ1/2/3/4/5                         | 略                                         | 各国 下位リーグ                            | 略                                                                      | |